# Andreas Løvland
Andreas Løvland (Lyngen, 10 maggio 1993) è un giocatore di calcio a 5 e calciatore norvegese, pivot del Vesterålen e centrocampista dell'Ulfstind.

## Carriera

### Club
Løvland è attivo sia nel calcio che nel calcio a 5. In quest'ultima disciplina, ha vestito la maglia del Sjarmtrollan e successivamente quella del Vesterålen, in Eliteserien. Con questa squadra, ha partecipato anche alla UEFA Futsal Champions League 2022-2023.
Per quanto concerne l'attività calcistica, ha iniziato la propria carriera nel Lyngen/Karnes, compagine all'epoca militante in 3. divisjon. In vista della stagione 2012, si è trasferito all'Alta, in 1. divisjon: ha esordito in questo campionato in data 6 maggio, sostituendo Svein-Ove Thomassen nel pareggio per 1-1 maturato sul campo del Bryne.
A giugno 2012, Løvland si è trasferito al Finnsnes, in 2. divisjon. Ha debuttato con la nuova maglia il 3 giugno, schierato titolare nella sconfitta per 2-1 subita sul campo del Follo. Il 25 agosto successivo ha trovato il primo gol, con cui ha contribuito alla vittoria per 1-3 in casa del Senja. La squadra è retrocessa in 3. divisjon al termine di quella stessa stagione, per riguadagnarsi poi la promozione nel campionato 2013.
Il 22 febbraio 2018 è stato ufficializzato il suo passaggio al Tromsdalen, per cui ha inizialmente firmato un contratto biennale. È tornato a calcare i campi della 1. divisjon l'8 aprile seguente, schierato titolare nel pareggio per 1-1 arrivato in casa del Sogndal. Il 6 maggio ha realizzato i primi gol, con una doppietta nel 3-3 interno contro il Kongsvinger.
A partire dalla stagione 2023, Løvland si è trasferito all'Ulfstind, in 4. divisjon. Ha contribuito alla promozione in 3. divisjon della sua squadra, arrivata al termine del campionato 2023.

## Statistiche

### Presenze e reti nei club
Statistiche aggiornate al 17 aprile 2025.
| Stagione             | Club                 | Campionato           | Campionato | Campionato | Coppe nazionali | Coppe nazionali | Coppe nazionali | Coppe continentali | Coppe continentali | Coppe continentali | Supercoppe | Supercoppe | Supercoppe | Totale | Totale |
| Stagione             | Club                 | Comp                 | Pres       | Reti       | Comp            | Pres            | Reti            | Comp               | Pres               | Reti               | Comp       | Pres       | Reti       | Pres   | Reti   |
| -------------------- | -------------------- | -------------------- | ---------- | ---------- | --------------- | --------------- | --------------- | ------------------ | ------------------ | ------------------ | ---------- | ---------- | ---------- | ------ | ------ |
| 2009                 | Lyngen/Karnes        | 3D                   | ?          | ?          | CN              | ?               | ?               | -                  | -                  | -                  | -          | -          | -          | ?      | ?      |
| 2010                 | Lyngen/Karnes        | 3D                   | ?          | ?          | CN              | ?               | ?               | -                  | -                  | -                  | -          | -          | -          | ?      | ?      |
| 2011                 | Lyngen/Karnes        | 3D                   | ?          | ?          | CN              | ?               | ?               | -                  | -                  | -                  | -          | -          | -          | ?      | ?      |
| Totale Lyngen/Karnes | Totale Lyngen/Karnes | Totale Lyngen/Karnes | ?          | ?          |                 | ?               | ?               |                    | -                  | -                  |            | -          | -          | ?      | ?      |
| gen.-giu. 2012       | Alta                 | 1D                   | 3          | 0          | CN              | 2               | 0               | -                  | -                  | -                  | -          | -          | -          | 5      | 0      |
| giu.-dic. 2012       | Finnsnes             | 2D                   | 18         | 3          | CN              | -               | -               | -                  | -                  | -                  | -          | -          | -          | 18     | 3      |
| 2013                 | Finnsnes             | 3D                   | 21         | 1          | CN              | 1               | 0               | -                  | -                  | -                  | -          | -          | -          | 22     | 1      |
| 2014                 | Finnsnes             | 2D                   | 18         | 1          | CN              | 0               | 0               | -                  | -                  | -                  | -          | -          | -          | 18     | 1      |
| 2015                 | Finnsnes             | 2D                   | 24         | 1          | CN              | 1               | 0               | -                  | -                  | -                  | -          | -          | -          | 25     | 1      |
| 2016                 | Finnsnes             | 2D                   | 19         | 7          | CN              | 2               | 1               | -                  | -                  | -                  | -          | -          | -          | 21     | 8      |
| 2017                 | Finnsnes             | 2D                   | 23         | 1          | CN              | 2               | 0               | -                  | -                  | -                  | -          | -          | -          | 25     | 1      |
| Totale Finnsnes      | Totale Finnsnes      | Totale Finnsnes      | 123        | 14         |                 | 8               | 1               |                    | -                  | -                  |            | -          | -          | 131    | 15     |
| 2018                 | Tromsdalen           | 1D                   | 26         | 4          | CN              | 1               | 1               | -                  | -                  | -                  | -          | -          | -          | 27     | 5      |
| 2019                 | Tromsdalen           | 1D                   | 25         | 4          | CN              | 3               | 1               | -                  | -                  | -                  | -          | -          | -          | 28     | 5      |
| 2020                 | Tromsdalen           | 2D                   | 16         | 1          | -               | -               | -               | -                  | -                  | -                  | -          | -          | -          | 16     | 1      |
| 2021                 | Tromsdalen           | 2D                   | 26         | 5          | CN              | 1               | 1               | -                  | -                  | -                  | -          | -          | -          | 27     | 6      |
| 2022                 | Tromsdalen           | 2D                   | 23         | 1          | CN              | 3               | 0               | -                  | -                  | -                  | -          | -          | -          | 26     | 1      |
| Totale Tromsdalen    | Totale Tromsdalen    | Totale Tromsdalen    | 116        | 15         |                 | 8               | 3               |                    | -                  | -                  |            | -          | -          | 124    | 18     |
| 2023                 | Ulfstind             | 4D                   | 22+2       | 10+0       | CN              | 0               | 0               | -                  | -                  | -                  | -          | -          | -          | 24     | 10     |
| 2024                 | Ulfstind             | 3D                   | 25         | 13         | CN              | 1               | 1               | -                  | -                  | -                  | -          | -          | -          | 26     | 14     |
| 2025                 | Ulfstind             | 3D                   | 2          | 0          | CN              | 2               | 1               | -                  | -                  | -                  | -          | -          | -          | 4      | 1      |
| Totale Ulfstind      | Totale Ulfstind      | Totale Ulfstind      | 49+2       | 23+0       |                 | 3               | 2               |                    | -                  | -                  |            | -          | -          | 54     | 25     |
| Totale               | Totale               | Totale               | 276+9      | 22+1       |                 | 30              | 3               |                    | 6                  | 0                  |            | -          | -          | 321    | 26     |